# Арсиноя III
Вижте пояснителната страница за други личности с името Арсиноя.
Арсиноя III (на гръцки: Ἀρσινόη ἡ Φιλοπάτωρ, Arsinoë III.; * 246/245; † 204 пр.н.е.) e египетска царица (220–204 пр.н.е.) от династията на Птолемеите и съпруга на нейния брат Птолемей IV.
Арсиноя III е дъщеря на Птолемей III Евригет и Береника II. Тя е омъжена между края на октомври и началото на ноември 220 пр.н.е. с нейния брат Птолемей IV. Заедно с него тя участва в битката при Рафия (219-217 пр.н.е., при днес Рафах) против Антиох III. Двамата управляват заедно 16 години до смъртта на Птолемей IV през 205 пр.н.е. Арсиноя III води регентството за малолетния си син Птолемей V, но е убита през лятото 204 пр.н.е. при дворцов бунт от министрите Агатокъл и Сосибий.
Арсиноя III и Птолемей IV са наричани Theoi Philopatores (обичащи баща си богове).